# Weret-hetes
Weret-hetes of grote vrouwe van de hetes-scepter was een van de eerste koninklijke titels die in het oude Egypte werden verleend aan de vertegenwoordigster van de vrouwelijke zijde van het faraoschap, om aldus haar gezag te doen gelden.

## De titel door de Dynastieën heen
Deze titel komt vooral in het Oude Rijk voor bij koninginnen vanaf de 1e dynastie van Egypte en is daarom ook een van de oudste. De vertaling en duiding ervan worden echter vaak omstreden. Vertalingen gaan van „grote vrouwe van de hetes-scepter“, over „de zeer geliefde“, „grote favoriete“, „grote van de draagstoel“, tot „zij die groot is, met betrekking tot de koninklijke draagstoel“. 

De titel werd ook nog in het Middenrijk toegewezen, maar had in die tijd aan betekenis ingeboet.
In de 4e dynastie van Egypte komt de titel voor in de formulering
- Grote vrouwe van de hetes-scepter van de twee heren (wrt-hetes-Nbwi)
- Grote vrouwe van de hetes-scepter van de twee vrouwen (wrt-hetes-nbti)

en ook specifiek aangepast bij koningin Meritites I:
- Grote vrouwe van de hetes-scepter van Snofroe (wrt-hetes-nt-snfrw)
- Grote vrouwe van de hetes-scepter van Chufu (wrt-hetes-nt-khwfw)